# Collisions and Castaways
Collisions and Castaways è il sesto studio album della band metalcore americana 36 Crazyfists è stato pubblicato in Europa il 26 luglio 2010 sotto l'etichetta Roadrunner Records.
L'album ha raggiunto il quarantasettesimo posto della classifica australiana degli album.

## Tracce
CD (Roadrunner RR7747-2 / EAN 0016861774721)
1. In the Midnights – 5:34 (Brock Lindow, Steve Holt, Thomas Noonan)
2. Whitewater – 3:21 (Brock Lindow, Steve Holt, Thomas Noonan)
3. Mercy and Grace – 3:49 (Brock Lindow, Steve Holt, Thomas Noonan)
4. Death Renames the Light – 3:34 (Brock Lindow, Steve Holt, Thomas Noonan)
5. Anchors – 5:40 (Brock Lindow, Steve Holt, Thomas Noonan, Adam Jackson)
6. Long Roads to Late Nights – 1:46 (Brock Lindow, Steve Holt, Thomas Noonan)
7. Trenches – 3:36 (Brock Lindow, Steve Holt, Thomas Noonan)
8. Reviver – 3:42 (Brock Lindow, Steve Holt, Thomas Noonan)
9. Caving in Spirals – 4:21 (Brock Lindow, Steve Holt, Thomas Noonan)
10. The Deserter – 4:22 (Brock Lindow, Steve Holt, Thomas Noonan)
11. Waterhaul II – 5:04 (Brock Lindow, Steve Holt, Thomas Noonan)

Durata totale: 44:49

## Classifiche
| Classifica (2010) | Posizione raggiunta |
| ----------------- | ------------------- |
| Australia         | 47                  |

## Formazione
- Brock Lindow - voce
- Steve Holt - chitarra
- Mick Whitney - basso
- Thomas Noonan - batteria